# Doxocopa pavonius
Doxocopa pavonius är en fjärilsart som beskrevs av Johann Centurius Hoffmannsegg 1817 . Doxocopa pavonius ingår i släktet Doxocopa och familjen praktfjärilar. Inga underarter finns listade i Catalogue of Life.